# Donneloye
Donneloye is een gemeente en plaats in het Zwitserse kanton Vaud, en maakt deel uit van het district Jura-Nord vaudois.
Donneloye telt 336 inwoners.

## Geschiedenis
Op 1 januari 2008 zijn de voormalige gemeenten Gossens en Mézery-près-Donneloye bij deze gemeente samengevoegd. Op 1 januari 2012 werd ook Prahins opgenomen in de gemeente Donneloye .